# NGC 3041
NGC 3041 ist eine aktive Balken-Spiralgalaxie mit ausgedehnten Sternentstehungsgebieten vom Hubble-Typ SBc im Sternbild Löwe auf der Ekliptik. Sie ist schätzungsweise 59 Millionen Lichtjahre von der Milchstraße entfernt und hat einen Durchmesser von etwa 70.000 Lichtjahren.
Im selben Himmelsareal befinden sich u a. die Galaxien NGC 3048, NGC 3053, NGC 3060, IC 572.
Das Objekt wurde am 23. März 1784 vom deutsch-britischen Astronomen Wilhelm Herschel entdeckt.